# Párbeszéd
Dialog – Partia Zielonych (węg. Párbeszéd – A Zöldek Pártja) – węgierska partia polityczna reprezentująca nurt zielonego liberalizmu. Do 2023 działała pod nazwą Dialog na rzecz Węgier (węg. Párbeszéd Magyarországért).

## Historia
Ugrupowanie jako platforma polityczna powstało w 2012 w wyniku rozłamu w partii Polityka Może Być Inna. Doszło do niego, gdy w listopadzie tegoż roku kongres LMP nie wyraził zgody na podjęcie współpracy z ruchem Razem 2014, który założył Gordon Bajnai. W rezultacie Benedek Jávor zrezygnował z przewodniczenia klubowi poselskiemu partii Polityka Może Być Inna, a jego zwolennicy utworzyli wewnętrzną platformę Dialog na rzecz Węgier. W styczniu 2013 LMP ponownie odrzuciła możliwość tworzenia jakichkolwiek koalicji w ramach organizacji opozycyjnych. W konsekwencji działacze Dialogu na rzecz Węgier wystąpili z partii, przekształcając platformę w odrębne ugrupowanie polityczne, do którego dołączyło m.in. 8 z 15 posłów LMP.
17 lutego 2013 odbył się kongres PM, współprzewodniczącymi partii zostali Benedek Jávor i Tímea Szabó. W marcu tego samego roku Dialog na rzecz Węgier zawiązał koalicję z formacją Razem 2014. Przed wyborami parlamentarnymi w 2014 oba stronnictwa zawiązały porozumienie wyborcze z innymi opozycyjnymi partiami, w tym socjalistami. W wyniku głosowania z 6 kwietnia 2014 mandat poselski spośród przedstawicieli PM uzyskała tylko Tímea Szabó. Benedek Jávor w tym samym roku objął natomiast mandat eurodeputowanego; jeszcze w 2014 współprzewodniczącym partii w jego miejsce został Gergely Karácsony.
Przed wyborami w 2018 partia zawiązała koalicję z socjalistami, Gergely Karácsony otrzymał pierwsze miejsce na liście krajowej. Do parlamentu z ramienia sojuszu weszło trzech przedstawicieli ugrupowania. Przed wyborami w 2022 ugrupowanie współtworzyło szeroką koalicję opozycyjną. W wyniku głosowania do Zgromadzenia Narodowego dostało się 7 osób przez nią rekomendowanych (w tym lider tego bloku Péter Márki-Zay).
W tym samym roku nowymi współprzewodniczącymi formacji zostali Rebeka Szabó i Bence Tordai, którego w 2024 zastąpił Richárd Barabás. W 2023 doszło natomiast do zmiany nazwy ugrupowania.